# Động đất Ishikawa 2023
Động đất Ishikawa 2023 (2023年石川地震 Ishikawa-ken jishin) là trận động đất xảy ra vào lúc 14:42 (JST), ngày 5 tháng 5 năm 2023. Trận động đất có cường độ 6.5 richter, tâm chấn độ sâu khoảng 12 km. Do trận động đất nằm gần ngoài khơi bán đảo Noto, Ishikawa nên có cảnh báo mực nước thủy triều có thể xảy ra.

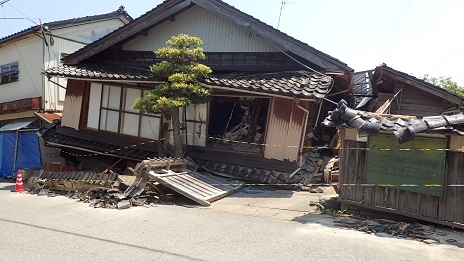
Ngôi nhà bị sập trong trận động đất Ishikawa 2023

Hậu quả trận động đất đã làm 1 người chết, 49 người bị thương, nhiều công trình nhà cửa, đường xá bị thiệt hại nặng. Cơ quan Khí tượng Nhật Bản cảnh báo một trận động đất với chấn động tương tự có thể xảy ra trong khoảng tuần tới. Đây là trận động đất diễn ra đúng vào ngày thiếu nhi (tức là ngày cuối cùng của kỳ nghỉ Tuần lễ Vàng).

## Thang địa chấn
| Cường độ địa chấn | Tỉnh bị ảnh hưởng | Địa điểm                 |
| ----------------- | ----------------- | ------------------------ |
| 6+                | Ishikawa          | Suzu                     |
| 5+                | Ishikawa          | Noto                     |
| 5-                | Ishikawa          | Wajima                   |
| 4                 | Ishikawa          | Nanao, Anamizu, Kanazawa |
| 4                 | Niigata           | Jōetsu, Nagaoka          |
| 4                 | Toyama            | Takaoka, Himi, Oyabe     |
| 4                 | Fukui             | Fukui                    |

## Hậu quả

### Thiệt hại
Trận động đất đã làm 3 tòa nhà bị sập, hai người bị mắc kẹt dưới đống đổ nát. Các tòa nhà và công trình ở Suzu bị hư hại nghiêm trọng, bao gồm khách sạn, nghĩa trang, đồn cảnh sát và nhiều công trình khác.
Một người đàn ông 65 tuổi ở Suzu bị ngã xuống khi sửa mái nhà nhưng đã tử vong tại bệnh viện. Ít nhất 49 người bị thương, trong đó có 2 người bất tỉnh, 2 người bị thương do nhà sập, một trẻ vị thành niên bị tủ quần áo rơi trúng và một người khác bị bỏng nặng. Trong số những người bị thương, có một người bị gãy xương, một người bị chấn thương sọ não và cả 2 đều bị thương nặng, 2 người phải nhập viện điều trị.

### Các dịch vụ bị ảnh hưởng
Hai thang máy đã tạm ngừng hoạt động tại tòa nhà chọc trời Abeno Harukas ở Osaka, vào lúc 16:00 (JST) thang máy đã hoạt động trở lại. Các chuyến tàu cao tốc Shinkansen đã bị hoãn giữa hai thành phố Nagano và Kanazawa.